# カルバミン酸エチル
カルバミン酸エチル（—さん—）は分子式 H2NCOOC2H5 で表される化合物である。カルバミン酸のエチルエステルで、カルバメートの一種である。アミノギ酸エチルとも呼ばれる。ウレタンと呼ばれることもあるが、ポリウレタンの構成成分ではない。初めて合成されたのは19世紀である。
分子量は 89.09、融点は 48–50 ℃、沸点は 182–184 ℃、引火点は 92 ℃ である。白色の結晶で、ほぼ無臭だが塩味・苦味がある。水に速やかに溶ける。

## 合成法
炭酸ジエチルまたはクロロギ酸エチルとアンモニアの反応によって得られる。
{\displaystyle {\ce {{(C2H5O)2C=O}+ NH3 -> {H2NC(=O)OC2H5}+ C2H5OH}}}
{\displaystyle {\ce {{ClC(=O)OC2H5}+ NH3 -> {H2NC(=O)OC2H5}+ HCl}}}

## 用途
過去30年以上にわたって工業的に製造されてきた。抗がん剤など医薬品として用いられたが、アメリカ FDA は医薬品としての認可を取り消している。以前は布地のパーマネントプレス用の架橋剤の原料であった。現在では実験室で動物用の麻酔剤として少量使われる。他のカルバミン酸エステルは研究用にごく少量使われるのみである。

## 危険性
医薬品にも使用されていたことからわかるように、カルバミン酸エチルはヒトに対する急性毒性を持たない。急性毒性試験によって、ラット、マウス、ウサギにおける最低致死量は 1.2 g/kg 以上であることが示されている。医薬品として使用された際には約 50% の患者に悪心と嘔吐が見られ、長期間にわたる使用では消化管出血が起こった。
ラット、マウス、ハムスターでの経口、注射、皮膚への塗布による投与を行うとがんの発生の原因となることが示されているが、ヒトへの発がん性の有無は報告されていない。IARC はカルバミン酸エチルをグループ 2A （おそらくヒトに対する発癌性がある）に指定している。
CERCLA (Comprehensive Environmental Response, Compensation, and Liability Act) での RQ 値は 100 lb である。

## 食料品中の含有量
1984年以降の研究により、アルコール飲料中に痕跡量（15 ppb から 12 ppm）のカルバミン酸エチルが含まれていることが明らかにされてきた。その後の研究では、醗酵によって作られる他の食料品や飲料にも痕跡量含まれることが示されている。例えば、パンには 2 ppb、醤油には 20 ppb 程度含まれる。カルバミン酸エチルはエタノール（アルコール）と尿素の反応によって生成することがわかっている。
{\displaystyle {\ce {{C2H5OH}+ (H2N)C=O -> {H2NC(=O)OC2H5}+ NH3}}}
この反応は高温ではより速く進行するため、デザートワイン、フルーツブランデー、ウイスキーなど、製造過程で加熱が行われる飲料からはより高濃度のカルバミン酸エチルが検出される。ワイン中では、尿素は酵母などの微生物によってアルギニンやシトルリンが代謝されることで生成する。この過程を完全に防止することはできないが、ぶどうの木への施肥の調整、過熱を極力抑えることなどで最小にとどめることができる。微量のカルバミン酸メチルもワインから検出されている。1988年、ワインなどのアルコール飲料の製造者たちは、アルコール飲料中に含まれるカルバミン酸エチルをワインでは 15 ppb 未満、より強い酒類では 125 ppb 未満に抑えることに合意した。